# Teosofi
För den esoteriska kristna rörelsen, se Kristen teosofi.

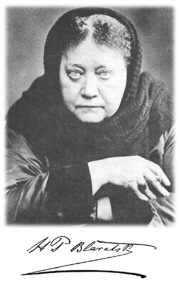
Helena Blavatsky

Teosofi (från grekiska theosophía, "gudomlig visdom") är  en esoterisk lära, utvecklad 1875 av Helena P. Blavatsky och Henry Steel Olcott, som bygger på både äldre europeiska filosofier som neoplatonism och asiatiska religioner som hinduism och buddhism. Blavatsky strävade efter att påvisa enhetligheten bakom alla religioners esoteriska grundvalar.  Teosofiska idéer har utövat ett inflytande på en rad andra esoteriska rörelser och filosofier, bland annat antroposofin och New Age.

## Utveckling
De alexandrinska filosofer som först talade om teosofi bildade kring detta begrepp ett eklektiskt religionsfilosofiskt system, som ville finna en gemensam gudomlig vishet, som kunde förklarande sammanfatta det väsentliga i de rådande religiösa och filosofiska systemen, de kristna såväl som de förment hedniska. Den moderna teosofin, vars grundläggare och förnämsta utbildare förutom Blavatsky och Olcott var W.Q. Judge, K.A. Tingley samt Annie Besant, kan kännetecknas på samma sätt. Den söker visa att alla religioner haft sitt ursprung i en uråldrig vishetsreligion.

## Läran i huvuddrag
Teosofin lär, att alltings ursprung, det gudomliga varat, trots att det sägs vara höjt över all tillfällig skapelse ändå är inneboende i varje varelses livsrot eller hjärta och utgör människans innersta jag. Den djupaste källan för medvetenhetsljuset påstås därmed vara en och samma för alla varelser, och någon i verklig mening avskild tillvaro finns ej. Tillvarons stora lag är den om orsak och verkan. Den sägs ha universell giltighet på tillvarons alla områden. Verksam på ansvariga varelser, kallas den karma (sanskrit för handling) eller karmalagen och medför att förr eller senare får var och en ta konsekvenserna av sina handlingar. Världsförloppet regleras därmed av en ofelbar rättvisa. Detta sägs dock först fullt kunna inses när även karmas tvillinglag, den cykliska lagen, tages i betraktande. Enligt denna framgår allt cykliskt ur sin livsrot till upprepade "livsdagar" och vänder så åter - världarna i rymden, naturen i sina årstider, all rörelse, allt vardande påstås vara rytmiskt. Denna lag sägs yttra sig i hjärtats slag, andningen, vaka och sömn. För människan såsom en odödlig livsenhet hävdas att denna lag innebär upprepade födelser till nya jordeliv, alltså reinkarnation (återförkroppsligande). I varje nytt jordeliv sägs den uppväxande personen föra med sig sin sådd såsom medfödda anlag och drifter, och hans karma från föregående liv når honom även genom de förhållanden i vilka han föds, och senare även genom livets mer eller mindre gynnsamma tilldragelser, där dessa ej kan förklaras ur karmiska verkningar av hans frivilliga handlingar i samma jordeliv. Dock sägs inte den jordiska tillvaron regleras av lagen då den mänskliga tillvaron påstås vara en rytmisk pendelsvängning mellan en andlig tillvaro och ett utvecklingsarbete inom en sinnlig tillvaro som skall höjas och bringa vidgad erfarenhet. Mellantillståndet mellan jordeliven hävdas vara ett för jaget inre karmiskt samlande och assimilerande under ett lyckligt drömtillstånd av de mest ideala och värdefulla dragen hos det genomgångna jordelivet, vilka till följd av den yttre tillvarons begränsningar inte kunde komma till sin rätt här. Från vår synpunkt sett är det ett drömtillstånd, men för jaget påstås det vara den fullaste verklighet. När personens ideala och andliga impulser sålunda haft sin karma i ett himmelskt tillstånd, bringas jaget av de jordiska drifternas cykliska återuppvaknande till förnyad inkarnation.
Teosofiska Samfundet framställer visserligen de högre livsformerna i naturen såsom uppkomna genom evolution, utveckling ur de lägre, men dess utvecklingslära kompletterar evolutionen genom en föregående involution, nedstigande av en högre impuls i den lägre formen. Härvid betraktas världsförloppet som ett gradvis och rytmiskt förverkligande i en lägre tillvaro av de gudomliga idéerna, vilka allteftersom de vinner uttryck i världen lyfter upp den till högre plan. I verkligheten sägs alla dessa livsimpulser komma inifrån, från livsroten. och orden "nedstigande" eller "ingjutande" betecknar endast en kvalitativ skillnad mellan ett inre och ett yttre i världsförloppet. Därför hävdas att atomerna och planeterna bildades genom att livsmonader, eller centra för attraktion, införlivades med det pulserande världsstoffet, och mineralriket genom att en konstruerande princip ingöts eller "nedsteg" i sådana monader. Växtriket uppkom ur mineralriket genom att i det senare ingöts en ny organiserande princip, och djurriket evolverades ur växtriket efter involutionen i detsamma av den animala principen eller begärens själ. 
Människans uppkomst slutligen sägs ej vara en följd av de yttre omständigheter, som påverkat djurvärlden, kampen för tillvaron, utan hon påstås tillhöra ett nytt naturrike, människoriket, framsprunget genom att rena tankeväsenden ("världsförnuftets söner") nedstigit i djurvarelserna. Människan är därför enligt det Teosofiska Sällskapet i första hand en dubbelvarelse: Ett högre och ett lägre jag inom samma bröst, och härav kommer livets strid för idealitet, mot sinnlighet och begränsningar. Målet är att höja den jordiska tillvaron till ren förnuftighet genom att fullständigt tämja människodjuret. Därigenom uppnås nya utvecklingsmöjligheter och öppnas människan för mottagande (involution) av en ny gudomlig impuls, Logos eller "Kristusprincipen", som gradvis lyfter henne till ett nytt naturrike, "himmelriket på jorden". Liksom alla andra riken eller utvecklingsgrader har sina representanter i naturen, så sägs det här på jorden finnas representanter även för detta övermänskliga rike, våra föregångsmän. Teosoferna tror sålunda på sina "mästare", som sägs vara de hemliga ledarna av deras universella broderskap och till vilkas hemliga orden de räknar några av gångna tiders stora lärare sådana som Lao Tse, Konfucius, Tzon-kha-pa, Zarathustra, Buddha, Jesus, Pythagoras, Platon, Apollonios från Tyana med flera.
Av det Teosofiska Samfundets utvecklingslära framgår vidare, att människan är ej en blott dubbelvarelse, utan ett mikrokosmos, som i sig uppsamlat de lägre naturrikena och till potentialiteten innehåller även ett högre. Sålunda är hon sammanfattningen av sju principer: 
1. kroppen,
2. den organiska livsprincipen,
3. "astralkroppen" (den formbildande principen eller eteriska formgivande kraftlinjer),
4. den animala själen,
5. den mänskliga själen,
6. den andliga själen eller Logos, samt, gemensamt för all tillvaro,
7. det gudomliga all-livet.

I moralfilosofiskt avseende hänvisar teosofin till den ovannämnda karma- och reinkarnationsläran, som är riktad på att tillfredsställa rättfärdighetskravet och förta bitterheten över livets lidanden samt inge tillförsikten att varje bemödande äger framgång. Den sedliga kraften att övervinna det lägre jaget erhåller man genom att tillitsfullt hänvända sig till det gudomliga jaget i människans eget inre under meditation. Härunder bör alla lägre medvetenhetsintryck bortvisas, och bönen, som sålunda ej är en anhållan, utan ett viljande av andlig art, får ej ställas till någon makt utom människan.